# Anton Wilhelm von Cetto

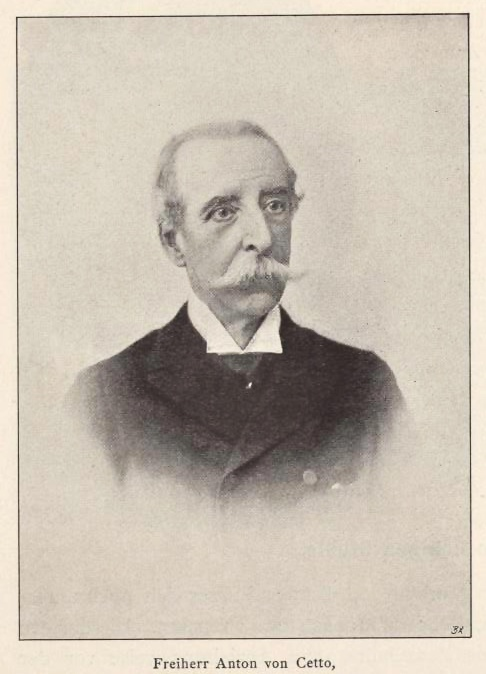
Anton Wilhelm Freiherr von Cetto

Anton Wilhelm Freiherr von Cetto (* 26. Januar 1835 in Wien; † 15. Februar 1906 in Rom) war ein bayerischer Offizier und Diplomat.

## Herkunft
Anton Wilhelm von Cetto wurde geboren als Sohn des bayerischen Gesandten in London, August von Cetto (1794–1879) und seiner aus England stammenden Gattin Elisabeth Catharine geb. Burrows (1804–1880). Er war ein Enkel des aus Zweibrücken kommenden Diplomaten Anton von Cetto (1756–1847).

## Leben
Cetto schlug zunächst die militärische Laufbahn ein. 1853 wurde er Unterleutnant und Ordonnanzoffizier von König Max II., 1863 in gleicher Stellung Oberleutnant.
Dann trat er in den diplomatischen Dienst Bayerns über. 1866 wurde Anton Wilhelm von Cetto Legationssekretär, 1872 Legationsrat der Bayerischen Gesandtschaft beim Heiligen Stuhl. Von 1883 bis zu seinem Tode amtierte der Adelige als bayerischer Gesandter und bevollmächtigter Minister beim Heiligen Stuhl, 1890 wurde er Staatsrat, 1892 erhielt er das Prädikat Exzellenz.

## Familie
Ab 1862 war Anton Wilhelm von Cetto verheiratet mit Karoline von Pfeffel, Tochter des Freiherrn Karl von Pfeffel und seiner Gattin Karoline geb. von Rottenburg (1805–1872), einem natürlichen Kind des Prinzen Paul von Württemberg. Karl von Pfeffels Vater Christian Hubert von Pfeffel (1765–1834) amtierte als bayerischer Geschäftsträger in London und Gesandter in Paris. Eine Schwester von Cettos Frau hatte Friedrich Joseph Fabrizio Evaristo von Pocci (1838–1899) geheiratet, den Sohn des als „Kasperlgraf“ berühmt gewordenen Künstlers Franz Graf von Pocci (1807–1876). Die andere Schwester der Gattin war verehelicht mit Carl von Tauffkirchen-Guttenburg, bis 1874 ebenfalls bayerischer Gesandter beim Heiligen Stuhl.